# Municipio La Asunta
Das Municipio La Asunta liegt im Departamento La Paz im südamerikanischen Anden-Staat Bolivien.

## Lage im Nahraum
Das Municipio La Asunta ist eines von fünf Municipios der Provinz Sud Yungas und liegt im zentralen Teil der Provinz. Es grenzt im Norden an das Municipio Palos Blancos, im Nordwesten an die Provinz Caranavi, im Westen an die Provinz Nor Yungas, im Südwesten an das Municipio Chulumani, im Süden an das Municipio Irupana, im Südosten an die Provinz Inquisivi und im Osten an das Departamento Cochabamba.
Das Municipio hat 149 Ortschaften (localidades), der zentrale Ort des Municipios ist La Asunta mit 2143 Einwohnern im zentralen Teil des Municipio.

## Geographie
Das Municipio La Asunta liegt an den Osthängen der bolivianischen Cordillera Central auf einer mittleren Höhe von 1800 m, zwischen den Anden-Gebirgsketten der Cordillera Occidental im Westen und der Cordillera de Cocapata im Osten.
Die mittlere Durchschnittstemperatur des Municipio liegt bei 23 °C (siehe Klimadiagramm), der Jahresniederschlag beträgt etwa 1.300 mm. Die Region weist ein ausgeprägtes Tageszeitenklima auf, die Monatsdurchschnittstemperaturen schwanken nur unwesentlich zwischen gut 20 °C im Juni/Juli und 25 °C im November/Dezember. La Asunta weist eine kurze Trockenzeit mit Monatsniederschlägen von 25 mm in den Monaten Juni und Juli auf, in der Feuchtezeit erreichen die Monatswerte bis 200 mm von Dezember bis Februar.

## Bevölkerung
Die Einwohnerzahl des Municipio La Asunta ist zwischen 1992 und 2024 auf fast das Vierfache angestiegen:
| Jahr | Einwohner | Quelle       |
| ---- | --------- | ------------ |
| 1992 | 12.198    | Volkszählung |
| 2001 | 18.016    | Volkszählung |
| 2012 | 39.105    | Volkszählung |
| 2024 | 45.586    | Volkszählung |

Das Municipio hatte bei der letzten Volkszählung 2024 eine Bevölkerungsdichte von 16,1 Einwohnern/km². Die Lebenserwartung der Neugeborenen lag im Jahr 2001 bei 59,7 Jahren, die Säuglingssterblichkeit ist von 8,0 Prozent (1992) auf 7,5 Prozent im Jahr 2001 gesunken.
Der Alphabetisierungsgrad bei den über 19-Jährigen beträgt 75,0 Prozent, und zwar 85,0 Prozent bei Männern und 65,0 Prozent bei Frauen. (2001)
91,2 Prozent der Bevölkerung sprechen Spanisch, 59,3 Prozent sprechen Aymara, und 5,0 Prozent Quechua. (2001)
88,7 Prozent der Bevölkerung haben keinen Zugang zu Elektrizität, 71,3 Prozent leben ohne sanitäre Einrichtung. (2001)
84,4 Prozent der Haushalte besitzen ein Radio, 6,2 Prozent einen Fernseher, 13,5 Prozent ein Fahrrad, 3,2 Prozent ein Motorrad, 2,4 Prozent ein Auto, 3,1 Prozent einen Kühlschrank, 0,4 Prozent ein Telefon. (2001)

## Politik
Ergebnis der Regionalwahlen (concejales del municipio) vom 4. April 2010:
| Wahl- berechtigte |  | Wahl- beteiligung | gültige Stimmen |  | MAS-IPSP | TP-A   | M.P.S. |
| ----------------- |  | ----------------- | --------------- |  | -------- | ------ | ------ |
| 14.827            |  | 12.456            | 8.748           |  | 3.989    | 3.000  | 1.759  |
|                   |  | 84,0 %            | 70,2 %          |  | 45,6 %   | 34,3 % | 20,1 % |

Ergebnis der Regionalwahlen (elecciones de autoridades políticas) vom 7. März 2021:
| Wahl- berechtigte |  | Wahl- beteiligung | gültige Stimmen |  | MAS-IPSP | J.A.LLALLA.L.P. | PBCSP   | FPV     | MTS    | VENCEREMOS | PDC    |
| ----------------- |  | ----------------- | --------------- |  | -------- | --------------- | ------- | ------- | ------ | ---------- | ------ |
| 22.627            |  | 19.779            | 17.081          |  | 7.038    | 3.461           | 2.813   | 2.477   | 381    | 191        | 150    |
|                   |  | 87,41 %           | 86,36 %         |  | 41,29 %  | 20,26 %         | 16,47 % | 14,50 % | 2,23 % | 1,12 %     | 0,88 % |

## Gliederung
Das Municipio untergliederte sich bei der Volkszählung von 2001 in die folgenden dreizehn Kantone (cantones):
- 02-1105-01 Kanton La Asunta – 62 Ortschaften – 11.922 Einwohner (2001: 5.014 Einwohner)
- 02-1105-02 Kanton Calisaya – 8 Ortschaften – 1.725 Einwohner (2001: 910 Einwohner)
- 02-1105-03 Kanton Cotapata – 19 Ortschaften – 3.766 Einwohner (2001: 657 Einwohner)
- 02-1105-04 Kanton Chamaca – 8 Ortschaften – 935 Einwohner (2001: 436 Einwohner)
- 02-1105-05 Kanton Charia – 6 Ortschaften – 1.391 Einwohner (2001: 755 Einwohner)
- 02-1105-06 Kanton Huayabal – 2 Ortschaften – 1.107 Einwohner (2001: 506 Einwohner)
- 02-1105-07 Kanton La Calzada – 8 Ortschaften – 2.624 Einwohner (2001: 1.564 Einwohner)
- 02-1105-08 Kanton Las Mercedes – 10 Ortschaften – 2.795 Einwohner (2001: 1.659 Einwohner)
- 02-1105-09 Kanton Puerto Rico – 34 Ortschaften – 4.592 Einwohner (2001: 985 Einwohner)
- 02-1105-10 Kanton San José – 9 Ortschaften – 2.371 Einwohner (2001: 1.396 Einwohner)
- 02-1105-11 Kanton Yanamayu – 8 Ortschaften – 1.235 Einwohner (2001: 552 Einwohner)
- 02-1105-12 Kanton Colopampa Grande – 7 Ortschaften – 1.724 Einwohner (2001: 514 Einwohner)
- 02-1105-13 Kanton Villa Barrientos – 12 Ortschaften – 2.918 Einwohner (2001: 2.059 Einwohner)

## Ortschaften im Municipio La Asunta
- Kanton La Asunta
  - La Asunta 2143 Einw.

- Kanton Calisaya
  - Calizaya 676 Einw. – El Palmar 307 Einw. – Charoplaya 234 Einw.

- Kanton Cotapata
  - Diez de Febrero 543 Einw. – Cotapata 308 Einw.

- Kanton Chamaca
  - Chamaca 205 Einw. – Charobamba 133 Einw.

- Kanton Charia
  - Charia 523 Einw.

- Kanton Huayabal
  - Copalani 711 Einw. – Huayabal 396 Einw.

- Kanton La Calzada
  - La Calzada 1200 Einw. – Santa Rosa 672 Einw.

- Kanton Las Mercedes
  - Las Mercedes 1119 Einw.

- Kanton Puerto Rico
  - Puerto Rico 269 Einw.

- Kanton San José
  - Siguani Grande 1023 Einw. – San José 451 Einw.

- Kanton Yanamayu
  - Yanamayu 644 Einw.

- Kanton Colopampa Grande
  - Colopampa Grande 471 Einw. – Villa Esperanza 404 Einw.

- Kanton Villa Barrientos
  - Santiago Tocoroni 647 Einw. – Villa Barrientos 74 Einw.